# Nagaworld Football Club
El Nagaworld Football Club (hasta enero de 2015 llamado Nagacorp FC) es un equipo de fútbol de Camboya que milita en la Liga C, la liga de fútbol más importante del país.
Fue fundado en el año 2001 en la capital Phnom Penh y es uno de los equipos más populares del país. Ha sido campeón de Liga en 3 ocasiones y ha sido subcampeón de copa 4 veces.
A nivel internacional ha participado en 3 ocasiones, donde nunca ha avanzado más allá de la fase de grupos.

## Palmarés
- Liga C: 3

2007, 2009, 2018
- Copa Hun Sen: 0
  - Finalista: 4

subcampeón:
2007, 2009,2013,2015

## Participación en competiciones de la AFC
- President's Cup: 2 apariciones

2008 - 2.º en la fase de grupos
2010 - 3.º en la fase de grupos
Copa AFC : 1 aparición
2017 - 3.ª en primera ronda